# Małachowo-Wierzbiczany
Małachowo-Wierzbiczany – wieś w Polsce położona w województwie wielkopolskim, w powiecie gnieźnieńskim, w gminie Witkowo.
W latach 1975–1998 miejscowość administracyjnie należała do województwa konińskiego.
Z Małachowa pochodził ppłk dr Roch Morcinek.